# میلیوویتسه (استان اشوی‌داشکسیه)
میلیوویتسه (به لهستانی: Milejowice) یک منطقهٔ مسکونی در لهستان است که در گمینا واشنگوو واقع شده‌است. میلیوویتسه ۱۲۰ نفر جمعیت دارد.